# Copa Fraternidad 1978
La Copa Fraternidad 1978 fue la octava edición de la Copa Fraternidad Centroamericana, torneo de fútbol a nivel de clubes de Centroamérica avalado por la Concacaf y que contó con la participación de 12 equipos de la región, 5 clubes más que en la edición anterior.
El Deportivo Saprissa de Costa Rica fue el campeón del torneo por ganar la triangular final, mientras que el CSD Municipal de Guatemala, campeón de la edición anterior, fue eliminado en la segunda ronda.

## Equipos participantes
En cursiva los equipos debutantes en el torneo.
| País                | Equipo                                              | Vía de clasificación |
| ------------------- | --------------------------------------------------- | --- |
| Costa Rica 4 cupos  | Saprissa Cartaginés Herediano Deportivo México      | Campeón de la Primera División 1977 Subcampeón de la Primera División 1977 Tercero de la Primera División 1977 Cuarto de la Primera División 1977 |
| El Salvador 4 cupos | FAS Once Municipal Atlético Marte Juventud Olímpica | Campeón de la Primera División 1977 Subcampeón de la Primera División 1977 Tercero de la Primera División 1977 Cuarto de la Primera División 1977 |
| Guatemala 4 cupos   | Comunicaciones Municipal Aurora Tiquisate           | Campeón de la Liga Nacional 1977 Subcampeón de la Liga Nacional 1977 Tercero de la Liga Nacional 1977 Cuarto de la Liga Nacional 1977             |

## Primera ronda

### Saprissa - Aurora
| 12 de marzo de 1978 | Aurora       | 1:1 (0:1) | Saprissa     | Estadio Mateo Flores, Ciudad de Guatemala |                                 |
|                     | Anderson 46' |           | Mansilla 32' | Árbitro(s): Joaquín Waldo Polío           | Árbitro(s): Joaquín Waldo Polío |

| 19 de marzo de 1978 | Saprissa                  | 2:0 (1:0) | Aurora | Estadio Nacional, San José                                 |                                                            |
| 11:30               | Bastos 35' · Mansilla 87' |           |        | Asistencia: 7,567 espectadores Árbitro(s): Rolando Morazán | Asistencia: 7,567 espectadores Árbitro(s): Rolando Morazán |

### FAS - Herediano
| 12 de marzo de 1978 | Herediano | 0:0 | FAS | Estadio Eladio Rosabal Cordero, Heredia    |  |
|                     |           |     |     | Árbitro(s): Marco Antonio Gracias Regalado |  |

| 19 de marzo de 1978 | FAS          | 2:0 (1:0) (Global 2:0) | Herediano | Estadio Óscar Quiteño, Santa Ana                                |                                                                 |
| 15:00               | Apt 15', 72' |                        |           | Asistencia: 20,000 espectadores Árbitro(s): Jorge Mario Ramírez | Asistencia: 20,000 espectadores Árbitro(s): Jorge Mario Ramírez |

### Municipal - Deportivo México
| 12 de marzo de 1978 | Municipal | 0:0 | Deportivo México | Estadio Mateo Flores, Ciudad de Guatemala |  |
|                     |           |     |                  | Árbitro(s): Tomás Herrera García          |  |

| 19 de marzo de 1978 | Deportivo México                      | 1:1 (0:1; 1:1) (1:3 p.)(Global 1:1) | Municipal                                | Estadio Nacional, San José |                           |
| 9:30                | Villalobos 52'                        |                                     | Cobián 25'                               | Árbitro(s): Rolando Reyes  | Árbitro(s): Rolando Reyes |
|                     |                                       | Tiros desde el punto penal          |                                          |                            |                           |
|                     | - Calvo - Ugalde - Villalobos - Rojas |                                     | - Sanzogni - Pérez - Mitrovich - Rozzoto |                            |                           |

### Cartaginés - Juventud Olímpica
| 12 de marzo de 1978 | Cartaginés    | 1:0 (0:0) | Juventud Olímpica | Estadio Fello Meza, Cartago |                           |
|                     | C. Solano 60' |           |                   | Árbitro(s): Rómulo Méndez   | Árbitro(s): Rómulo Méndez |

| 19 de marzo de 1978 | Juventud Olímpica                                                   | 1:0 (0:0; 1:0) (4:5 p.)(Global 1:1) | Cartaginés                                                        | Estadio Cuscatlán, San Salvador |  |
| 15:00               | Aquino 82'                                                          |                                     |                                                                   |                                 |  |
|                     |                                                                     | Tiros desde el punto penal          |                                                                   |                                 |  |
|                     | - Solís - Quintanilla - Silva - Cárcamo - Gómez - Sotelo - Meléndez |                                     | - Zapata - Calderón - Vaughns - Alfaro - Brenes - García - Solano |                                 |  |

### Tiquisate - Once Municipal
| 12 de marzo de 1978 | Once Municipal | 1:2 | Tiquisate | Estadio Simeón Magaña, Ahuachapán |  |

| 19 de marzo de 1978 | Tiquisate | 0:0 (Global 2:1) | Once Municipal | Estadio Mateo Flores, Ciudad de Guatemala |  |

### Comunicaciones - Atlético Marte
| 12 de marzo de 1978 | Atlético Marte | 0:2 | Comunicaciones | Estadio Cuscatlán, San Salvador |  |

| 19 de marzo de 1978 | Comunicaciones | 1:0 (0:0) (Global 3:0) | Atlético Marte | Estadio Mateo Flores, Ciudad de Guatemala |  |
|                     | McDonald 51'   |                        |                |                                           |  |

## Segunda ronda

### Saprissa - Municipal
| 2 de abril de 1978 | Municipal | 0:1 (0:1) | Saprissa         | Estadio Mateo Flores, Ciudad de Guatemala |                                 |
| 11:00              |           |           | Pérez 44' (a.g.) | Árbitro(s): Carlos Américo Díaz           | Árbitro(s): Carlos Américo Díaz |

| 9 de abril de 1978 | Saprissa         | 2:0 (0:0) (Global 3:0) | Municipal | Estadio Nacional, San José                                   |                                                              |
|                    | Santana 64', 70' |                        |           | Asistencia: 7,244 espectadores Árbitro(s): José Carlos Ortiz | Asistencia: 7,244 espectadores Árbitro(s): José Carlos Ortiz |

### Cartaginés - Tiquisate
| 2 de abril de 1978 | Cartaginés                | 2:1 (2:0) | Tiquisate   | Estadio Fello Meza, Cartago                               |                                                           |
| 11:00              | Solano 2' · Hernández 30' |           | Argueta 85' | Asistencia: 2,863 espectadores Árbitro(s): Leónidas Rogel | Asistencia: 2,863 espectadores Árbitro(s): Leónidas Rogel |

| 9 de abril de 1978 | Tiquisate   | 1:1 (0:0) (Global 2:3) | Cartaginés | Estadio José A. Hernández, Tiquisate |                        |
|                    | Escobar 69' |                        | Solano 81' | Árbitro(s): Raúl Valle               | Árbitro(s): Raúl Valle |

### Comunicaciones - FAS
| 2 de abril de 1978 | FAS           | 1:0 (0:0) | Comunicaciones | Estadio Óscar Quiteño, Santa Ana |  |
| 15:00              | Henríquez 70' |           |                |                                  |  |

| 9 de abril de 1978 | Comunicaciones                        | 3:1 (Global 3:2) | FAS         | Estadio Mateo Flores, Ciudad de Guatemala |  |
|                    | Dubón 30' · Desconocido · Desconocido |                  | Cabrera 14' |                                           |  |

## Ronda final
El título de la Fraternidad se definió en formato de grupo jugando todos contra todos a un Triangular Final, el campeón fue el que consiguió la mayor cantidad de puntos.

### Partidos
| 12 de abril de 1978 | Comunicaciones | 0:0 | Cartaginés | Estadio Mateo Flores, Ciudad de Guatemala                 |                                                           |
| 20:00               |                |     |            | Asistencia: 15,000 espectadores Árbitro(s): Rolando Reyes | Asistencia: 15,000 espectadores Árbitro(s): Rolando Reyes |

| 16 de abril de 1978 | Cartaginés | 0:1 (0:0) | Saprissa      | Estadio Fello Meza, Cartago                                   |                                                               |
|                     |            |           | Fernández 81' | Asistencia: 5,510 espectadores Árbitro(s): Carlos Luis Alfaro | Asistencia: 5,510 espectadores Árbitro(s): Carlos Luis Alfaro |

| 19 de abril de 1978 | Saprissa                                                      | 4:1 (2:1) | Comunicaciones | Estadio Ricardo Saprissa, San José                              |                                                                 |
| 20:00               | Solano 2' · Santana 20' · Mansilla 65' · Fernández 73' (a.g.) |           | Sánchez 4'     | Asistencia: 8,388 espectadores Árbitro(s): Tomás Herrera García | Asistencia: 8,388 espectadores Árbitro(s): Tomás Herrera García |

| 23 de abril de 1978 | Cartaginés             | 2:1 (2:1) | Comunicaciones | Estadio Fello Meza, Cartago                                    |                                                                |
|                     | Alfaro 4' · Piedra 24' |           | González       | Asistencia: 3,298 espectadores Árbitro(s): Joaquín Waldo Polio | Asistencia: 3,298 espectadores Árbitro(s): Joaquín Waldo Polio |

| 26 de abril de 1978 | Saprissa     | 1:0 (0:0) | Cartaginés | Estadio Ricardo Saprissa, San José                                      |                                                                         |
|                     | Mansilla 87' |           |            | Asistencia: 11,798 espectadores Árbitro(s): Luis Paulino Siles Calderón | Asistencia: 11,798 espectadores Árbitro(s): Luis Paulino Siles Calderón |

| 30 de abril de 1978 | Comunicaciones | 2:1 (0:0) | Saprissa            | Estadio Mateo Flores, Ciudad de Guatemala |                            |
| 11:00               | Pérez 53', 61' |           | Mansilla 87' (pen.) | Árbitro(s): Leónidas Rogel                | Árbitro(s): Leónidas Rogel |

### Clasificación
| Club           | PTS | PJ | PG | PE | PP | GF | GC | +/- |
| -------------- | --- | -- | -- | -- | -- | -- | -- | --- |
| Saprissa       | 6   | 4  | 3  | 0  | 1  | 7  | 3  | +4  |
| Cartaginés     | 3   | 4  | 1  | 1  | 2  | 2  | 3  | -1  |
| Comunicaciones | 3   | 4  | 1  | 1  | 2  | 4  | 7  | -3  |

## Campeón
Deportivo Saprissa

Campeón
3º título